# Ctenomaeus comosus
Ctenomaeus comosus är en skalbaggsart som beskrevs av Schmidt 1922. Ctenomaeus comosus ingår i släktet Ctenomaeus och familjen långhorningar. Inga underarter finns listade i Catalogue of Life.